# Bulinus nyassanus
Bulinus nyassanus é uma espécie de gastrópode da família Planorbidae.
É endémica do Malawi.